# Ropica vittata
Ropica vittata är en skalbaggsart som beskrevs av Stefan von Breuning 1939. Ropica vittata ingår i släktet Ropica och familjen långhorningar.
Artens utbredningsområde är Filippinerna. Inga underarter finns listade i Catalogue of Life.